# Nagou (Togo)

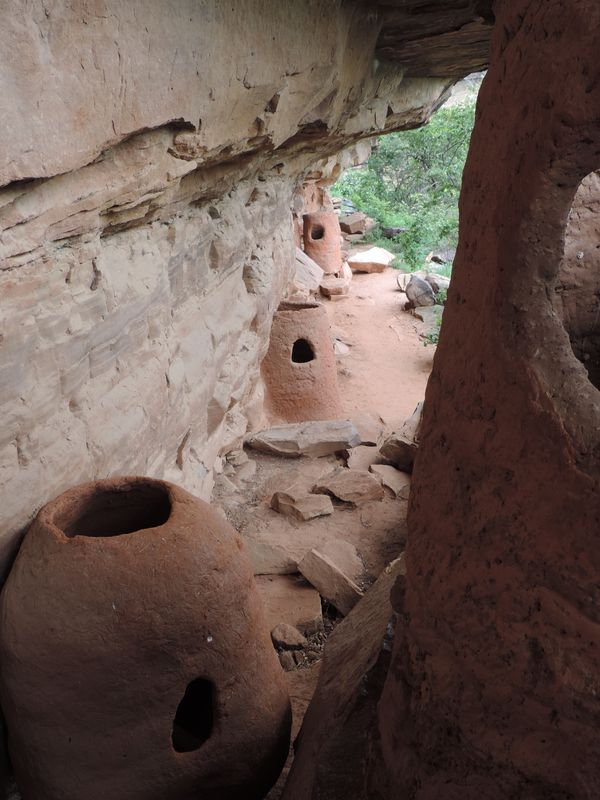
Greniers des grottes de Nok.

Nagou est une localité du nord du Togo, dans la préfecture de Tandjouaré dans la région des savanes.
À proximité, se trouvent les grottes de Nok, inscrites sur la liste indicative du patrimoine mondial de l'UNESCO.